# Cuguron
Cet article possède un paronyme, voir Cucuron.
Cuguron est une commune française située dans l'ouest du département de la Haute-Garonne, en région Occitanie. Sur le plan historique et culturel, la commune est dans le pays de Comminges, correspondant à l’ancien comté de Comminges, circonscription de la province de Gascogne située sur les départements actuels du Gers, de la Haute-Garonne, des Hautes-Pyrénées et de l'Ariège.
Exposée à un climat océanique altéré, elle est drainée par le Lavet, le ruisseau du Lavet de Derrière, le ruisseau du Lavet de devant et par deux autres cours d'eau. La commune possède un patrimoine naturel remarquable composé de deux zones naturelles d'intérêt écologique, faunistique et floristique.
Cuguron est une commune rurale qui compte 164 habitants en 2022, après avoir connu un pic de population de 669 habitants en 1896. Elle fait partie de l'aire d'attraction de Saint-Gaudens. Ses habitants sont appelés les Cuguronois ou  Cuguronoises.

## Géographie

### Localisation
La commune de Cuguron se trouve dans le département de la Haute-Garonne, en région Occitanie.
Elle se situe à 92 km à vol d'oiseau de Toulouse, préfecture du département, et à 15 km de Saint-Gaudens, sous-préfecture.
Les communes les plus proches sont : 
Les Tourreilles (1,7 km), Montréjeau (2,9 km), Mazères-de-Neste (3,2 km), Saint-Paul (3,5 km), Aventignan (3,9 km), Franquevielle (4,1 km), Gourdan-Polignan (4,2 km), Ausson (4,9 km).
Sur le plan historique et culturel, Cuguron fait partie du pays de Comminges, correspondant à l’ancien comté de Comminges, circonscription de la province de Gascogne située sur les départements actuels du Gers, de la Haute-Garonne, des Hautes-Pyrénées et de l'Ariège.
Cuguron est limitrophe de sept autres communes dont trois dans le département des Hautes-Pyrénées.
Les communes limitrophes sont  Franquevielle, Les Tourreilles, Mazères-de-Neste, Montréjeau, Saint-Laurent-de-Neste, Saint-Paul et Villeneuve-Lécussan.
| Villeneuve-Lécussan                      | Franquevielle                      |                 |
| Saint-Laurent-de-Neste (Hautes-Pyrénées) | Cuguron                            | Les Tourreilles |
| Saint-Paul (Hautes-Pyrénées)             | Mazères-de-Neste (Hautes-Pyrénées) | Montréjeau      |

### Géologie et relief
La superficie de la commune est de 707 hectares ; son altitude varie de 454  à   568 mètres.

### Hydrographie

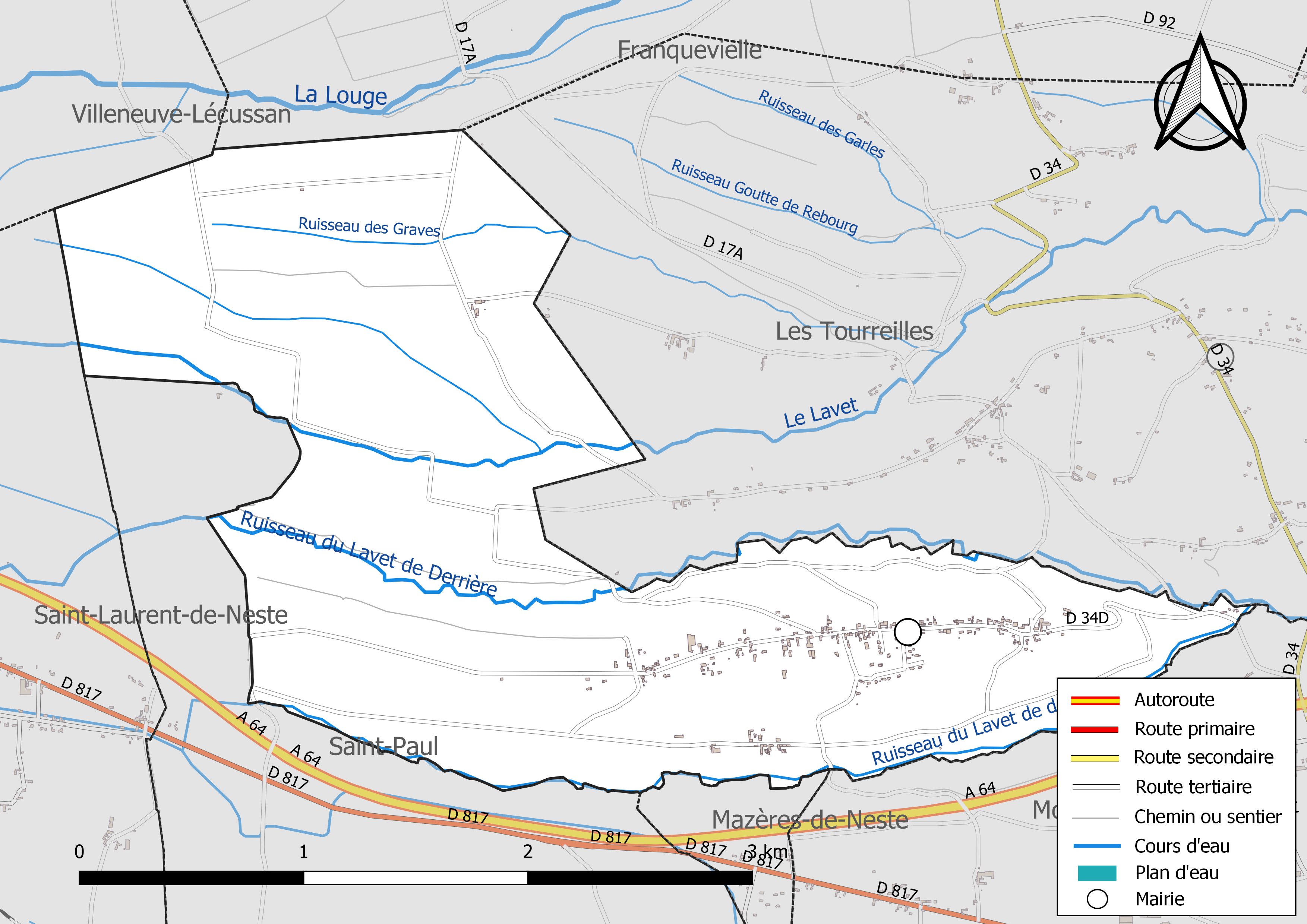
Réseaux hydrographique et routier de Cuguron.

La commune est dans le bassin de la Garonne, au sein du bassin hydrographique Adour-Garonne. Elle est drainée par le Lavet, le ruisseau du Lavet de Derrière, le ruisseau du Lavet de devant, le ruisseau des Graves et par un petit cours d'eau, constituant un réseau hydrographique de 14 km de longueur totale,.
Le Lavet, d'une longueur totale de 16,7 km, prend sa source dans la commune de Saint-Laurent-de-Neste (65) et s'écoule d'ouest en est. Il traverse la commune et se jette dans la Garonne à Villeneuve-de-Rivière, après avoir traversé 8 communes.
Le ruisseau du Lavet de Derrière, d'une longueur totale de 14,3 km, prend sa source dans la commune de Cantaous (65) et s'écoule d'ouest en est. Il traverse la commune et se jette dans le Lavet à Ponlat-Taillebourg, après avoir traversé 8 communes.

### Climat
Pour des articles plus généraux, voir Climat de l'Occitanie et Climat de la Haute-Garonne.
En 2010, le climat de la commune est de type climat océanique altéré, selon une étude s'appuyant sur une série de données couvrant la période 1971-2000. En 2020, Météo-France publie une typologie des climats de la France métropolitaine dans laquelle la commune est exposée à un climat de montagne ou de marges de montagne et est dans la région climatique Pyrénées centrales, caractérisée par une pluviométrie annuelle de 1 000 à 1 200 mm.
Pour la période 1971-2000, la température annuelle moyenne est de 11,6 °C, avec une amplitude thermique annuelle de 14,6 °C. Le cumul annuel moyen de précipitations est de 1 021 mm, avec 9,6 jours de précipitations en janvier et 6,8 jours en juillet. Pour la période 1991-2020, la température moyenne annuelle observée sur la station météorologique la plus proche, située sur la commune de Clarac à 7 km à vol d'oiseau, est de 12,5 °C et le cumul annuel moyen de précipitations est de 804,9 mm,. Pour l'avenir, les paramètres climatiques de la commune estimés pour 2050 selon différents scénarios d’émission de gaz à effet de serre sont consultables sur un site dédié publié par Météo-France en novembre 2022.

### Milieux naturels et biodiversité

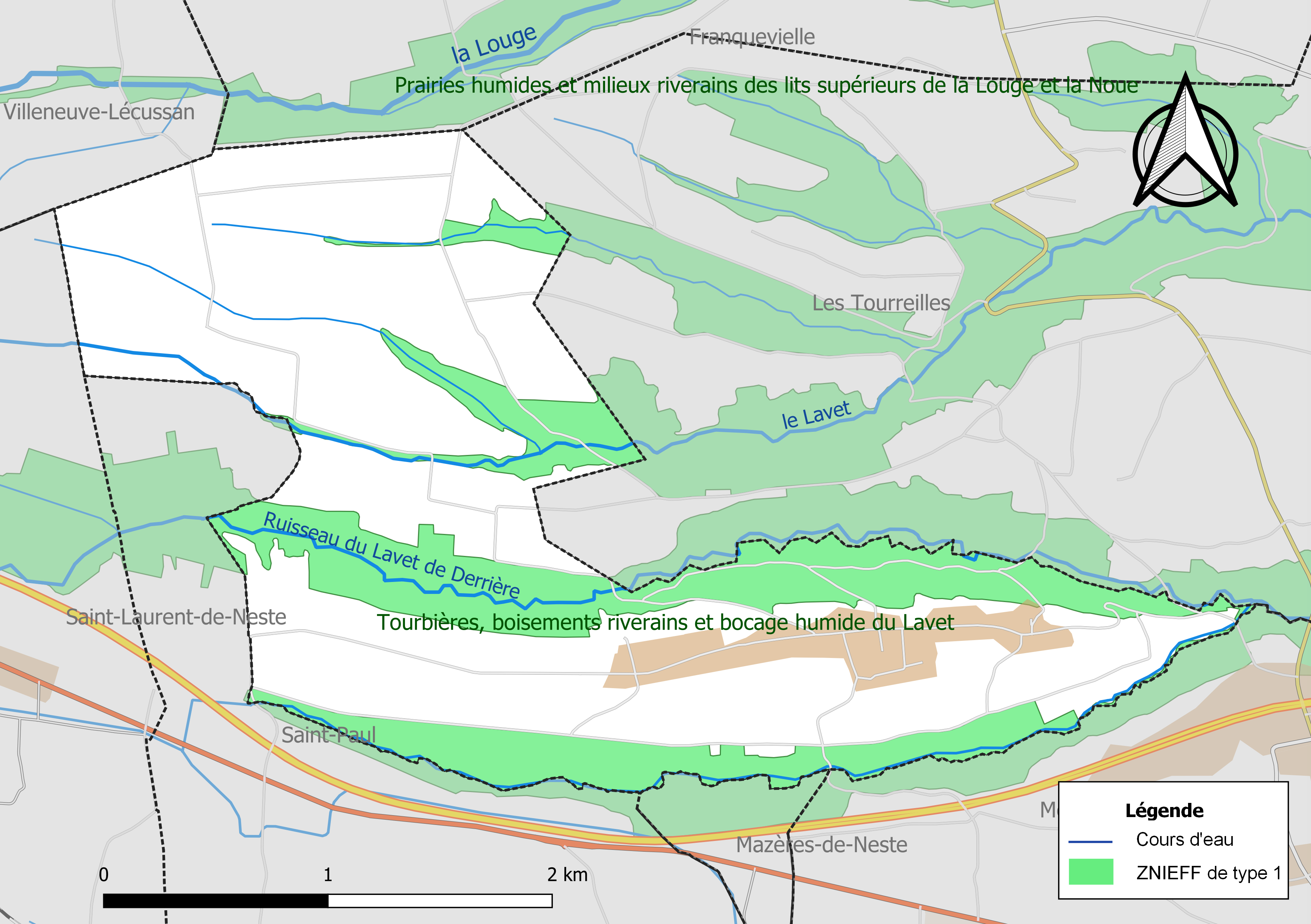
Carte de la ZNIEFF de type 1 localisée sur la commune.

L’inventaire des zones naturelles d'intérêt écologique, faunistique et floristique (ZNIEFF) a pour objectif de réaliser une couverture des zones les plus intéressantes sur le plan écologique, essentiellement dans la perspective d’améliorer la connaissance du patrimoine naturel national et de fournir aux différents décideurs un outil d’aide à la prise en compte de l’environnement dans l’aménagement du territoire.
Une ZNIEFF de type 1 est recensée sur la commune :
les « tourbières, boisements riverains et bocage humide du Lavet » (873 ha), couvrant 9 communes dont six dans la Haute-Garonne et trois dans les Hautes-Pyrénées et une ZNIEFF de type 2, : 
l'« Amont des bassins de la Louge, de la Save, du Lavet et de la Noue et landes orientales du Lannemezan » (5 833 ha), couvrant 18 communes dont 14 dans la Haute-Garonne et quatre dans les Hautes-Pyrénées.

## Urbanisme

### Typologie
Au 1er janvier 2024, Cuguron est catégorisée commune rurale à habitat dispersé, selon la nouvelle grille communale de densité à sept niveaux définie par l'Insee en 2022.
Elle est située hors unité urbaine. Par ailleurs la commune fait partie de l'aire d'attraction de Saint-Gaudens, dont elle est une commune de la couronne,. Cette aire, qui regroupe 85 communes, est catégorisée dans les aires de moins de 50 000 habitants,.

### Occupation des sols
L'occupation des sols de la commune, telle qu'elle ressort de la base de données européenne d’occupation biophysique des sols Corine Land Cover (CLC), est marquée par l'importance des territoires agricoles (81,8 % en 2018), une proportion sensiblement équivalente à celle de 1990 (81,9 %). La répartition détaillée en 2018 est la suivante : 
zones agricoles hétérogènes (39,2 %), terres arables (21,4 %), prairies (21,2 %), forêts (12,6 %), zones urbanisées (5,7 %). L'évolution de l’occupation des sols de la commune et de ses infrastructures peut être observée sur les différentes représentations cartographiques du territoire : la carte de Cassini (XVIIIe siècle), la carte d'état-major (1820-1866) et les cartes ou photos aériennes de l'IGN pour la période actuelle (1950 à aujourd'hui).

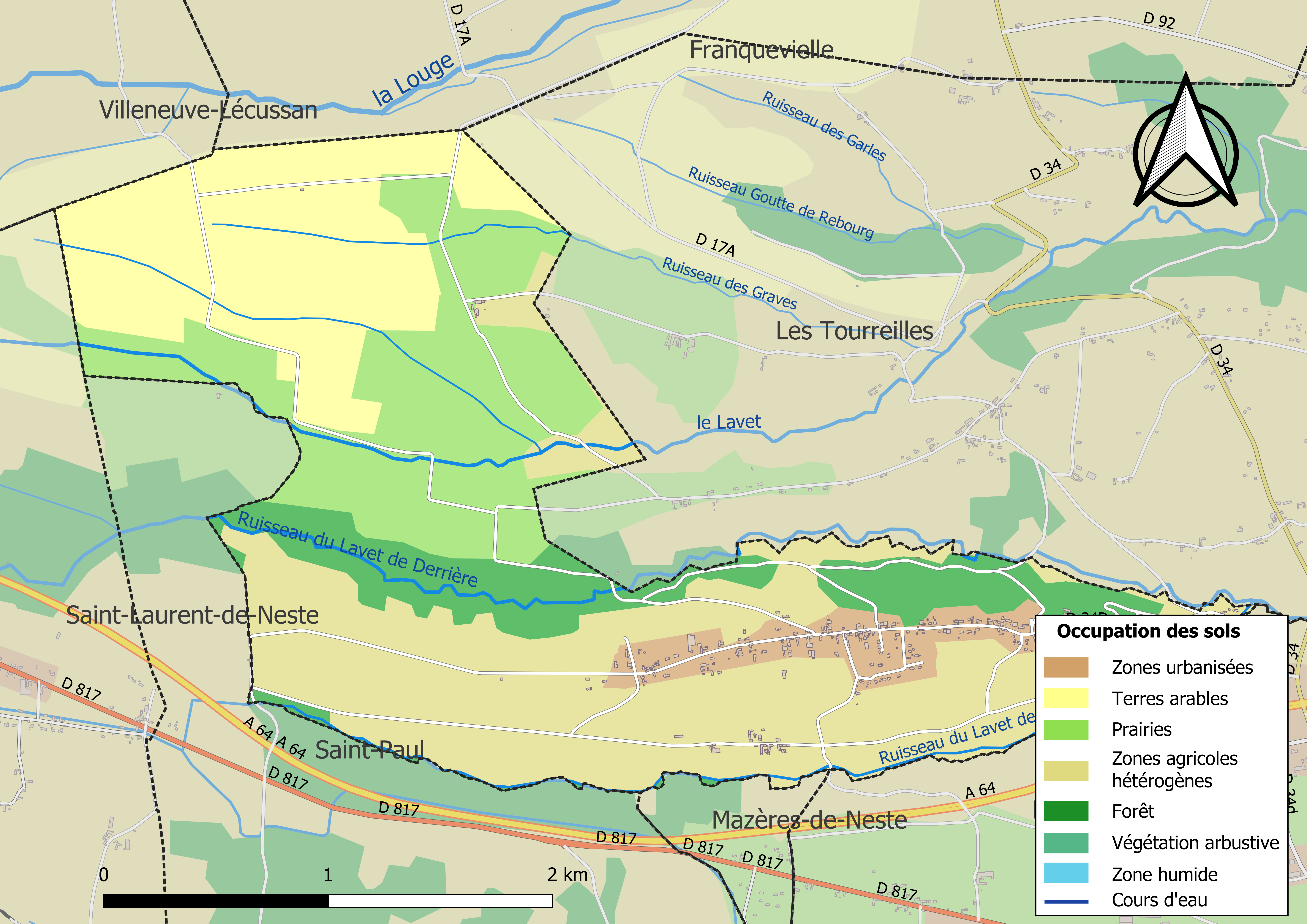
Carte des infrastructures et de l'occupation des sols de la commune en 2018 (CLC).

### Voies de communication et transports
Accès avec la ligne régulière de transport interurbain du réseau Arc-en-ciel (anciennement SEMVAT).

### Risques majeurs
Le territoire de la commune de Cuguron est vulnérable à différents aléas naturels : météorologiques (tempête, orage, neige, grand froid, canicule ou sécheresse) et séisme (sismicité modérée). Un site publié par le BRGM permet d'évaluer simplement et rapidement les risques d'un bien localisé soit par son adresse soit par le numéro de sa parcelle.

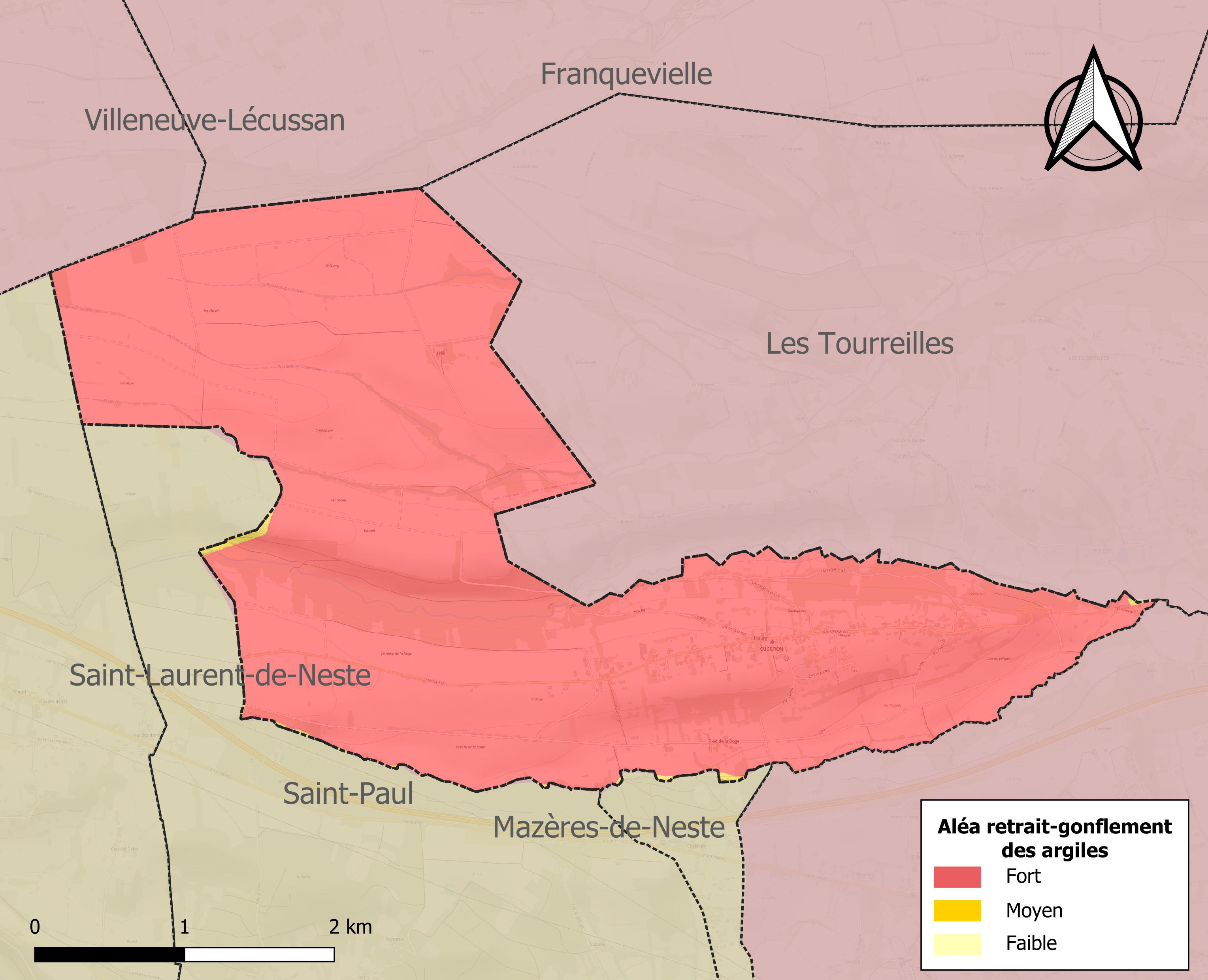
Carte des zones d'aléa retrait-gonflement des sols argileux de Cuguron.

Le retrait-gonflement des sols argileux est susceptible d'engendrer des dommages importants aux bâtiments en cas d’alternance de périodes de sécheresse et de pluie. La totalité de la commune est en aléa moyen ou fort (88,8 % au niveau départemental et 48,5 % au niveau national). Sur les 100 bâtiments dénombrés sur la commune en 2019, 100 sont en aléa moyen ou fort, soit 100 %, à comparer aux 98 % au niveau départemental et 54 % au niveau national. Une cartographie de l'exposition du territoire national au retrait gonflement des sols argileux est disponible sur le site du BRGM,.
Par ailleurs, afin de mieux appréhender le risque d’affaissement de terrain, l'inventaire national des cavités souterraines permet de localiser celles situées sur la commune.
Concernant les mouvements de terrains, la commune a été reconnue en état de catastrophe naturelle au titre des dommages causés par la sécheresse en 1989 et par des mouvements de terrain en 1999.

## Politique et administration

### Administration municipale
Le nombre d'habitants au recensement de 2011 étant compris entre 100 et 499, le nombre de membres du conseil municipal pour l'élection de 2014 est de onze,.

### Rattachements administratifs et électoraux
Commune faisant partie de la huitième circonscription de la Haute-Garonne, de la communauté de communes Cœur et Coteaux du Comminges et du canton de Saint-Gaudens (avant le redécoupage départemental de 2014, Cuguron faisait partie de l'ex-canton de Montréjeau). Avant le 1er janvier 2017, elle faisait partie de la communauté de communes Nébouzan-Rivière-Verdun. La commune est également membre du SIVOM de Saint-Gaudens Montréjeau Aspet Magnoac.

### Liste des maires
| Période                                  | Période  | Identité             | Étiquette | Qualité                    |
| ---------------------------------------- | -------- | -------------------- | --------- | -------------------------- |
| Les données manquantes sont à compléter. |          |                      |           |                            |
| avant 1981                               | ?        | Jean Puisségur       | DVG       |                            |
| mars 2001                                | 2014     | Jean Bouillon        |           |                            |
| mars 2014                                | 2020     | Pierre Branger       | SE        | Retraité Fonction publique |
| mars 2020                                | En cours | Christine Santamaria |           |                            |

## Démographie
| 1793 | 1800 | 1806 | 1821 | 1831 | 1836 | 1841 | 1846 | 1851 |
| ---- | ---- | ---- | ---- | ---- | ---- | ---- | ---- | ---- |
| 216  | 216  | 236  | 291  | 300  | 322  | 341  | 357  | 357  |

| 1856 | 1861 | 1866 | 1872 | 1876 | 1881 | 1886 | 1891 | 1896 |
| ---- | ---- | ---- | ---- | ---- | ---- | ---- | ---- | ---- |
| 376  | 376  | 378  | 345  | 316  | 303  | 304  | 657  | 669  |

| 1901 | 1906 | 1911 | 1921 | 1926 | 1931 | 1936 | 1946 | 1954 |
| ---- | ---- | ---- | ---- | ---- | ---- | ---- | ---- | ---- |
| 286  | 283  | 255  | 208  | 220  | 226  | 213  | 181  | 200  |

| 1962 | 1968 | 1975 | 1982 | 1990 | 1999 | 2005 | 2006 | 2010 |
| ---- | ---- | ---- | ---- | ---- | ---- | ---- | ---- | ---- |
| 188  | 203  | 197  | 181  | 179  | 176  | 176  | 179  | 195  |

| 2015 | 2020 | 2022 | - | - | - | - | - | - |
| ---- | ---- | ---- | - | - | - | - | - | - |
| 189  | 174  | 164  | - | - | - | - | - | - |

| selon la population municipale des années : | 1968 | 1975 | 1982 | 1990 | 1999 | 2006 | 2009 | 2013 |
| Rang de la commune dans le département      | 357  | 283  | 350  | 354  | 396  | 396  | 395  | 402  |
| Nombre de communes du département           | 592  | 582  | 586  | 588  | 588  | 588  | 589  | 589  |

## Économie

### Revenus
En 2018  (données Insee publiées en septembre 2021), la commune compte 89 ménages fiscaux, regroupant 174 personnes. La médiane du revenu disponible par unité de consommation est de 21 680 € (23 140 € dans le département).

### Emploi
|                | 2008  | 2013  | 2018  |
| -------------- | ----- | ----- | ----- |
| Commune        | 6,3 % | 8,3 % | 7,3 % |
| Département    | 7,7 % | 9,6 % | 9,3 % |
| France entière | 8,3 % | 10 %  | 10 %  |

En 2018, la population âgée de 15 à 64 ans s'élève à 100 personnes, parmi lesquelles on compte 76 % d'actifs (68,7 % ayant un emploi et 7,3 % de chômeurs) et 24 % d'inactifs,. Depuis 2008, le taux de chômage communal (au sens du recensement) des 15-64 ans est inférieur à celui de la France et du département.
La commune fait partie de la couronne de l'aire d'attraction de Saint-Gaudens, du fait qu'au moins 15 % des actifs travaillent dans le pôle,. Elle compte 8 emplois en 2018, contre 10 en 2013 et 13 en 2008. Le nombre d'actifs ayant un emploi résidant dans la commune est de 70, soit un indicateur de concentration d'emploi de 11,9 % et un taux d'activité parmi les 15 ans ou plus de 47,4 %.
Sur ces 70 actifs de 15 ans ou plus ayant un emploi, 8 travaillent dans la commune, soit 12 % des habitants. Pour se rendre au travail, 86,6 % des habitants utilisent un véhicule personnel ou de fonction à quatre roues, 10,5 % s'y rendent en deux-roues, à vélo ou à pied et 3 % n'ont pas besoin de transport (travail au domicile).

### Activités hors agriculture

#### Secteurs d'activités
10 établissements sont implantés  à Cuguron au 31 décembre 2019.
Le secteur de la construction est prépondérant sur la commune puisqu'il représente 50 % du nombre total d'établissements de la commune (5 sur les 10 entreprises implantées  à Cuguron), contre 12 % au niveau départemental.

#### Entreprises et commerces
L'économie de la commune est essentiellement basée sur l'agriculture.

### Agriculture
La commune est dans les « Coteaux de Gascogne », une petite région agricole occupant une partie ouest du département de la Haute-Garonne, constitué d'un relief de cuestas et de vallées peu profondes, creusés par les rivières issues du massif pyrénéen, avec une activité de polyculture et d’élevage. En 2020, l'orientation technico-économique de l'agriculture  sur la commune est l'élevage de bovins, pour la viande.
|               | 1988 | 2000 | 2010 | 2020 |
| ------------- | ---- | ---- | ---- | ---- |
| Exploitations | 29   | 19   | 13   | 10   |
| SAU (ha)      | 531  | 431  | 426  | 358  |

Le nombre d'exploitations agricoles en activité et ayant leur siège dans la commune est passé de 29 lors du recensement agricole de 1988  à 19 en 2000 puis à 13 en 2010 et enfin à 10 en 2020, soit une baisse de 66 % en 32 ans. Le même mouvement est observé à l'échelle du département qui a perdu pendant cette période 57 % de ses exploitations,. La surface agricole utilisée sur la commune a également diminué, passant de 531 ha en 1988 à 358 ha en 2020. Parallèlement la surface agricole utilisée moyenne par exploitation a augmenté, passant de 18 à 36 ha.

### Enseignement

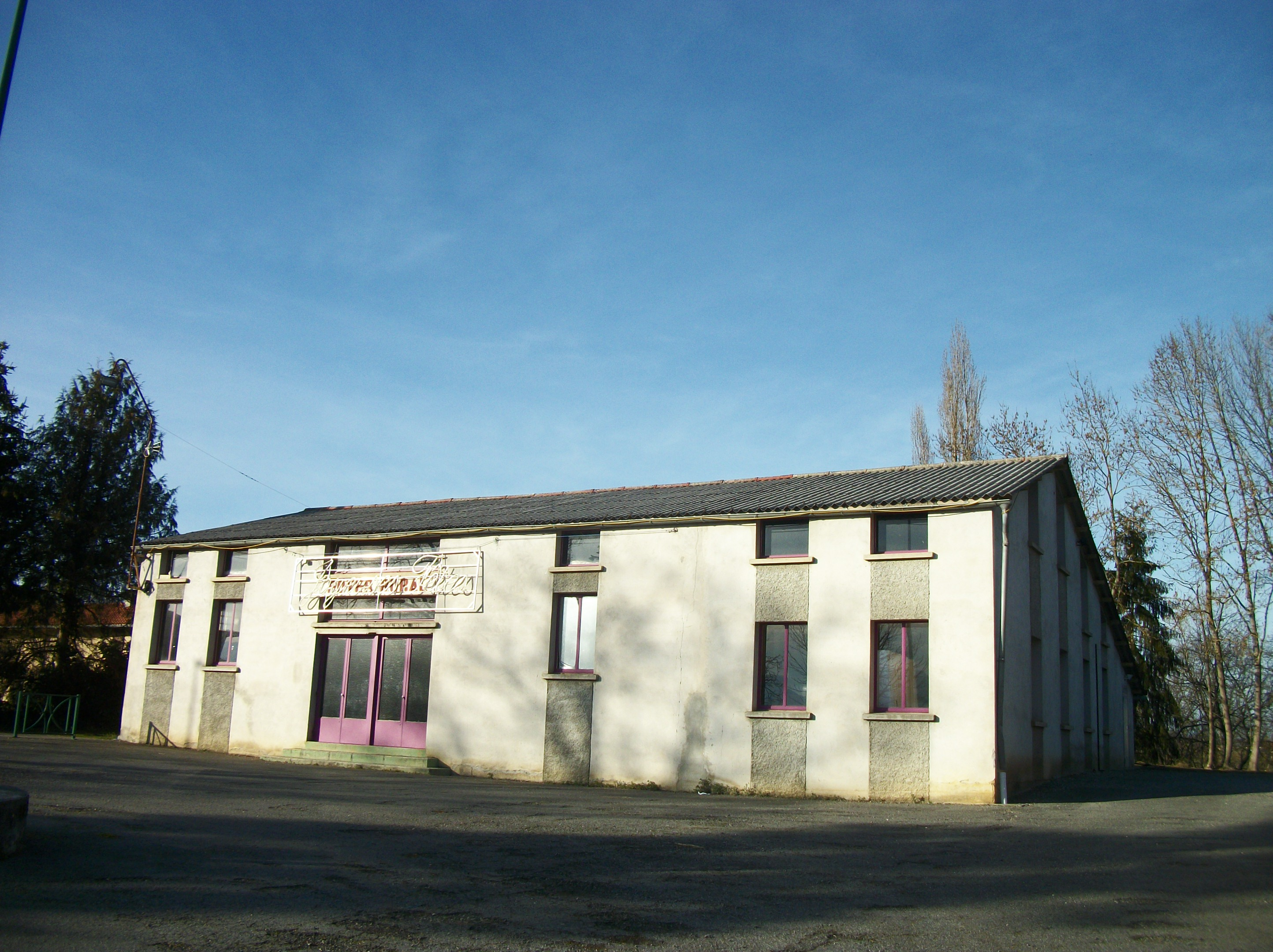
Foyer rural

Cuguron fait partie de l'académie de Toulouse.

### Activités sportives
Pétanque, randonnées pédestres, chasse,

## Culture locale et patrimoine

### Lieux et monuments
- Église Sainte-Anne.
- Monument aux morts.
- Statue du Sacré-Cœur de Jésus.

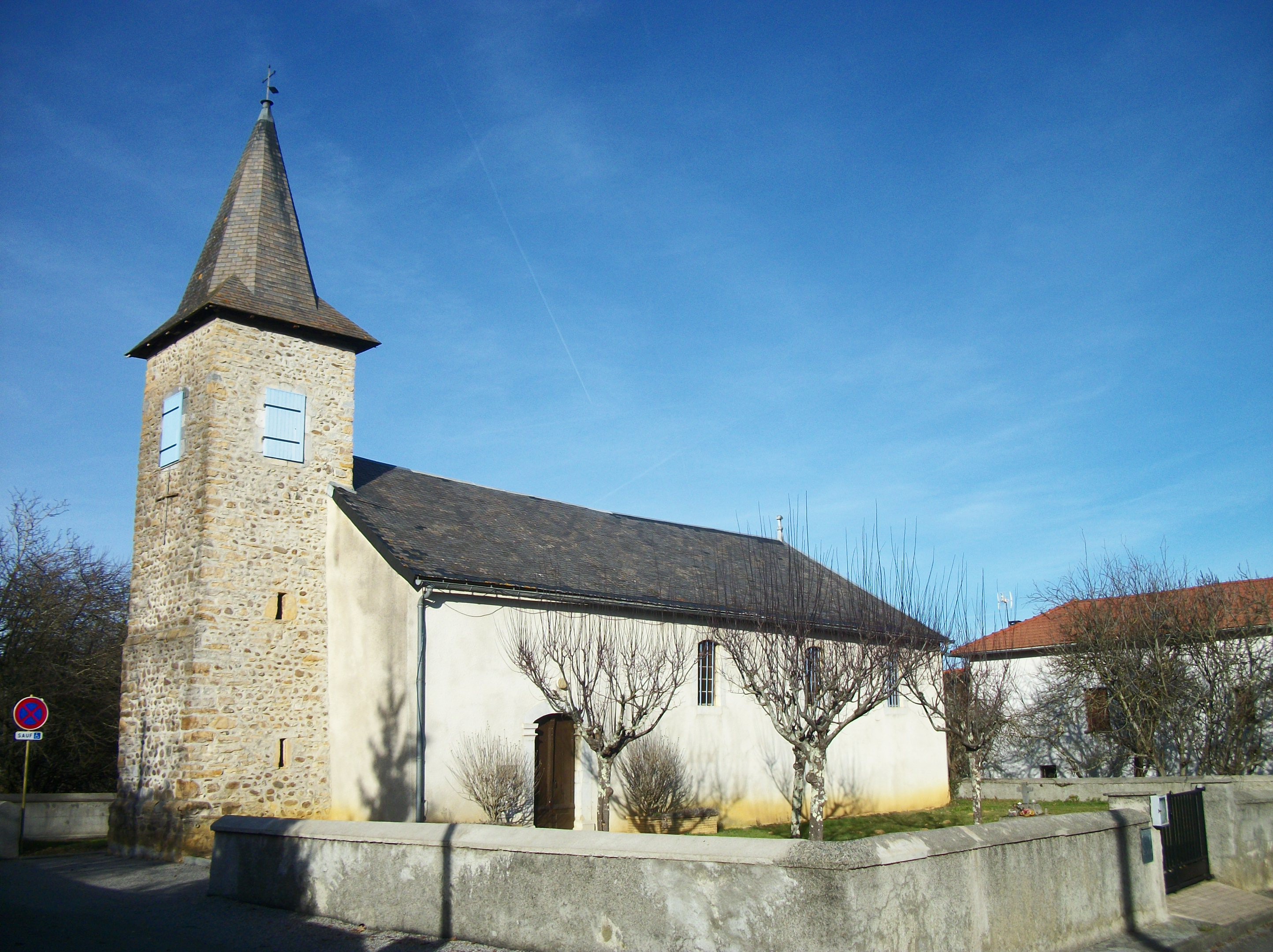
Église Sainte-Anne
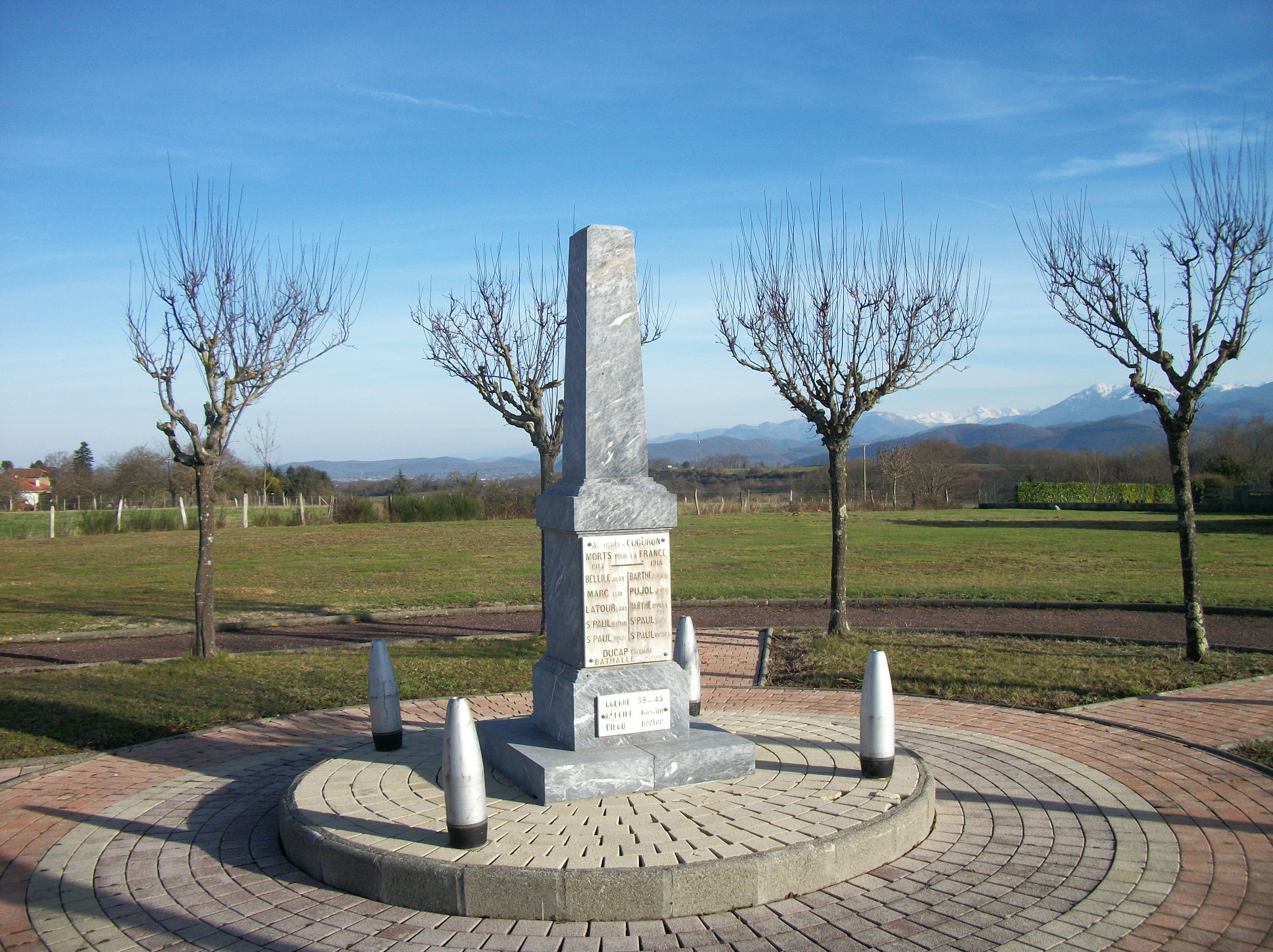
Monument aux morts
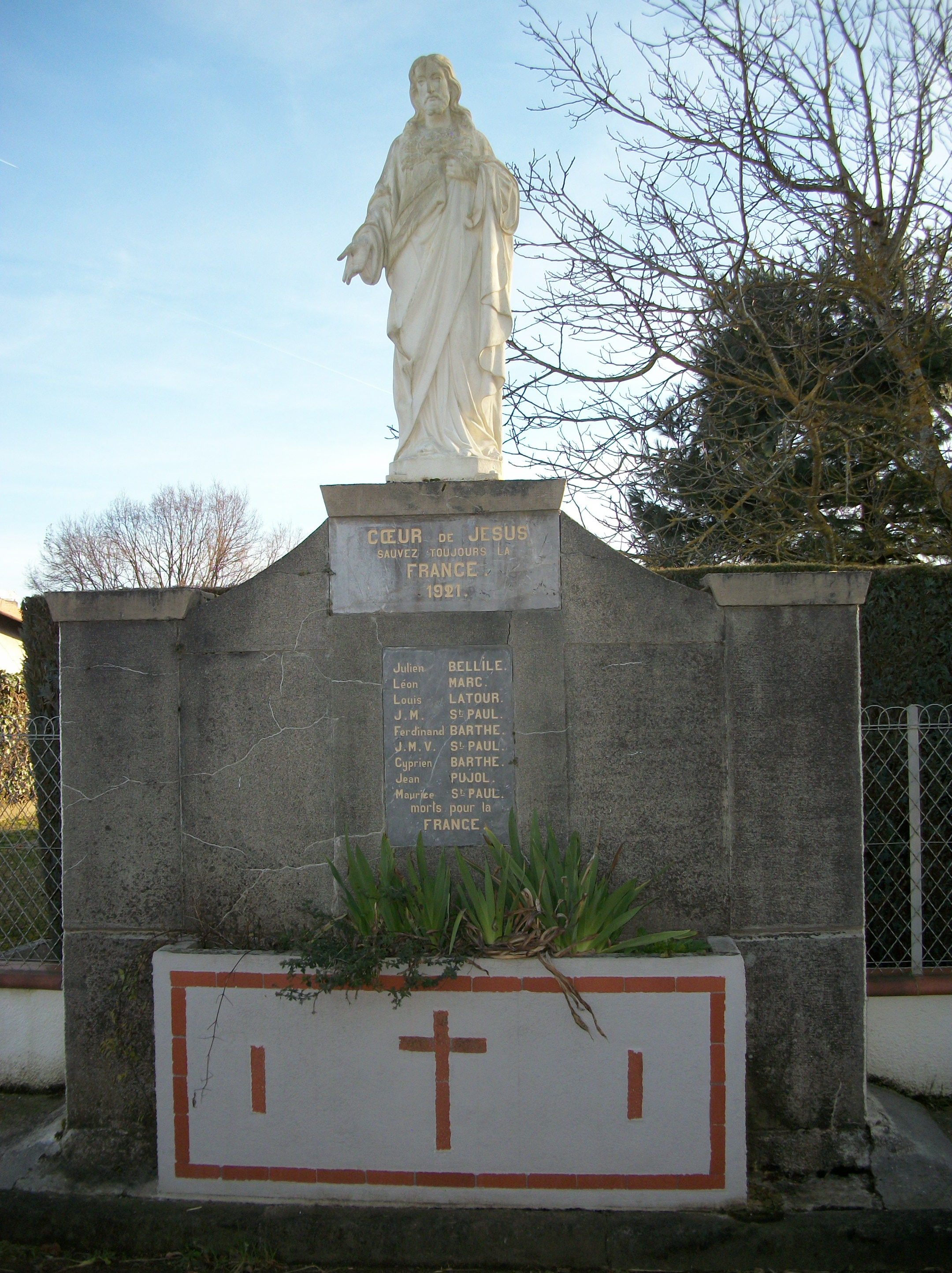
Statue du Sacré-Cœur de Jésus et monument aux morts

## Pour approfondir